# Padenghe sul Garda
Padenghe sul Garda é uma comuna italiana da região da Lombardia, província de Bréscia, com cerca de 3.491 habitantes. Estende-se por uma área de 20 km², tendo uma densidade populacional de 175 hab/km². Faz fronteira com Bardolino (VR), Calvagese della Riviera, Desenzano del Garda, Lazise (VR), Lonato, Moniga del Garda, Sirmione, Soiano del Lago.

## Demografia
| Variação demográfica do município entre 1861 e 2011                               |
|                                                                                   |
| Fonte: Istituto Nazionale di Statistica (ISTAT) - Elaboração gráfica da Wikipedia |